# ناپلئون (فیلم ۱۹۵۵)
ناپلئون (فرانسوی: Napoléon‎) فیلم حماسی تاریخی فرانسوی به کارگردانی ساشا گیتری است که در سال ۱۹۵۵ منتشر شد و و رویدادهای مهم زندگانی ناپلئون بناپارت را به تصویر کشیده‌است.

## بازیگران
- دنیل ژلین در نقش ناپلئون بناپارت جوان
- ریمون پلیگران در نقش ناپلئون بناپارت کهنسال
- ساشا گیتری در نقش شارل-موریس دو تالیران-پریگور
- میشله مورگان در نقش ژوزفین بوهارنه
- دانیل داریو در نقش Eléonore Denuelle
- ماریا شل در نقش ماری لوئیز (دوشس پارما)
- امه کلاریون
- کورین کالوت
- کوستا گرکو
- دنی روبن در نقش دزیره کلاری
- اریش فن اشتروهم در نقش لودویگ فان بتهوون
- فرنان لودو
- جانا ماریا کنله در نقش پائولین بناپارت
- گای هنری
- رولان الکساندر
- آنری ویدال در نقش یواخیم مورا
- هوارد ورنون
- ژان دوبوکور
- ژان گابن در نقش ژان لان
- ژان ماره در نقش مونوتولون
- ژان-پیر آمون
- لوئی دوفونس
- لوئیس ماریانو
- مادلن لوبو
- مارسل وله
- میشلین پرل در نقش en:Hortense de Beauharnais
- نوئل روکور در نقش کامبرونه
- او دبلیو فیشر در نقش کلمنس ونتسل فون مترنیخ
- اورسن ولز در نقش هادسن لاو
- پاتاشو در نقش Madame Sans-Gêne
- پیر براسور در نقش پل باراس
- {گی آنری
- ریموند بوسیر
- سامی فری
- سرژ رجیانی در نقش لوسین بناپارت
- سیلوانا پامپانینی
- ایو مونتان در نقش فرانسیس ژوزف لفبرو
- فرانسوا آرنول
- آنا آمندولا
- کلمنت دوهور در نقش میشل نی
- میشل کوردو در نقش ژولی کلاری
- موریس اسکانده در نقش لوئی پانزدهم
- لوسین بارو در نقش لوئی هجدهم
- لانا مارکونی در نقش Marie Walewska
- Jean Chevrier در نقش Geraud Duroc
- Jacques Dumesnil در نقش کارل چهاردهم ژان سوئد
- Judith Magre در نقش Merveilleuse